# Bronikowo (województwo wielkopolskie)
Bronikowo – wieś w Polsce położona w województwie wielkopolskim, w powiecie kościańskim, w gminie Śmigiel.

## Historia
Miejscowość pierwotnie związana była z Wielkopolską. Ma metrykę średniowieczną i istnieje co najmniej od XIV wieku. Wymieniona pierwszy raz w dokumencie zapisanym po łacinie z 1397 pod nazwą „Bronkowo”, 1399 „Broncow”, 1402 „Bronckowo”, 1403 „Bruncowo”, 1434 „Broncowycze”, 1464 „Bronykowo”, 1524 „Bronice” .
W połowie XV wieku należała do powiatu wschowskiego Korony Królestwa Polskiego. Od 1423 było siedzibą własnej parafii. W 1510 odnotowano przynależność do dekanatu kościańskiego .
Miejscowość była wsią szlachecką należącą do lokalnych rodów szlacheckich i w wyniku zastawów, sprzedaży oraz dziedziczenia zmieniała wielokrotnie właścicieli. W 1397 odnotowano spór sądowy Wojciecha Barklińskiego z niejakim Ramszykiem o czwartą część Bronikowa oraz o całe Jeleniewo. Na przełomie XIV i XV wieku jako posiadacz ziemski we wsi odnotowany jest Gunter zwany Pradel. W 1423 odnotowano imiennie sołtysa Andrzeja byłego burmistrza. W latach 1434–73 właścicielem wsi był sędzia wschowski Jan Bronikowski (również zwany Bronkowskim). W 1453 miało miejsce rozgraniczenie pomiędzy wsią Bronikowo należącą do Jana Bronkowskiego, a Machcinem własnością kasztelana Rafała z Leszna. Usypano kopce graniczne pomiędzy majętnościami. W 1464 usypano kolejne 44. kopce podczas rozgraniczania wsi Bronikowo należącej do Jana Bronkowskiego i Morownicy Dobrogosta Karśnickiego. W latach 1466–77 właścicielem był wicechorąży kościański, wicesędzia poznański i wicepodsędek w Pyzdrach – Mikołaj Bronikowski. W latach 1480–86 wieś należała do kolejnego Bronikowskiego – Mikołaja Włodka .
Wieś odnotowana została w historycznych rejestrach podatkowych dzięki czemu można odtworzyć panujące w niej stosunki społeczne i własnościowe. W 1531 we wsi miał miejsce pobór podatków po wiardunku od 3,5 łanów. W 1535 pobór odbył się z 3,5 łana i 3 prętów oraz karczmy. W 1563 pobór z 5 łanów oraz od 5 zagrodników. W 1556 w podziale Bronikowa pomiędzy braci Macieja i Wojciecha Bronikowskich każdy z nich otrzymał także po połowie sołectwa. W 1566 podatki pobrano od właścicieli wsi Macieja i Wojciecha Bronikowskich: od 5 łanów, po 2 grosze od 7 zagrodników oraz 5 groszy od wiatraka. W 1569 wieś obciążona była długiem na rzecz kościoła parafialnego w Grobi w wysokości 24 grzywien. W 1579 pobór z części Wojciecha Bronikowskiego od 2,5 łana, jednego oracza, od pługa nic nie płacił z powodu pożaru. Odnotowano także zmarłego owczarza oraz 2 zagrodników bez roli. Z części Macieja Bronikowskiego pobrano płatność od 1,5 łana, 2 zagrodników z rolą, od oracza od 2 pługów, a także odnotowano jeden łan i 2 zagrody opuszczone z powodu panującej wówczas zarazy .
W wyniku II rozbioru Rzeczypospolitej w 1793, miejscowość przeszła w posiadanie Prus i jak cała Wielkopolska znalazła się w zaborze pruskim. W okresie Wielkiego Księstwa Poznańskiego (1815-1848) miejscowość wzmiankowana jako Bronikowo należała do wsi większych w ówczesnym pruskim powiecie Kosten rejencji poznańskiej. Bronikowo należało do okręgu śmigielskiego tego powiatu i stanowiło siedzibę majątku Bronikowo, który należał wówczas do Forstera. Według spisu urzędowego z 1837 roku Bronikowo (wraz z osadą leśną) liczyło 308 mieszkańców, którzy zamieszkiwali 32 dymy (domostwa).
W latach 1954–1959 wieś należała i była siedzibą władz gromady Bronikowo, po jej zniesieniu w gromadzie Śmigiel. W latach 1975–1998 miejscowość administracyjnie należała do województwa leszczyńskiego.
We wsi stoi drewniany, zabytkowy kościół św. Franciszka z Asyżu.